# Willie Pajeaud
Willie Pajeaud (1895 - 1960) was een Amerikaanse muzikant in de New Orleans-jazz. Hij speelde trompet, zong en was bandleader.
Willie Pajeaud speelde in het begin van de jaren 20 in gelegenheden in New Orleans, onder andere met Sidney Vigne en Louis Nelson Delisle (1925), en in de Original Tuxedo Jazz Band. In Alamo Club trad hij met een eigen jazzband op, waarin onder meer Danny Barker en George Guesnon speelden. In 1946 werd de trompettist (als opvolger van Dominique Remy) lid van de Eureka Brass Band. Hij speelde hier tot het eind van de jaren vijftig en werkte met de band mee aan plaatopnames. In New Orleans trad hij bovendien met zijn Willie Pajeaud's New Orleans Band op, waarvan bijvoorbeeld de zangeres Blu Lu Barker deel uitmaakte. Volgens discograaf Tom Lord heeft hij in de periode 1951-1958 meegedaan aan acht opnamesessies.

## Discografie
- The Larry Borenstein Collection, Vol. 2: Willie Pajeaud's New Orleans Band (504 Records, 1955) met Raymond Burke, Danny Barker, Len Ferguson, Blue Lu Barker